# Adrian Moorhouse
Adrian David Moorhouse (Bradford, 24 mei 1964) is een voormalig internationaal topzwemmer uit Groot-Brittannië, die de gouden medaille won op de 100 meter schoolslag bij de Olympische Spelen in Seoel (1988).
Succesvol was Moorhouse eveneens bij de Europese kampioenschappen. Zo won de student van de Bradford Grammar School in 1983 (Rome) de titel op de 200 meter schoolslag. Op de 100 school won hij de Europese titel in 1985 (Sofia). Moorhouse prolongeerde die titel tweemaal: in 1987 (Straatsburg) en in 1989 (Bonn). Na zijn afscheid van het internationale toneel was Moorhouse onder meer actief als zwemcommentator voor de BBC televisie.
1968: Don McKenzie ·
1972: Nobutaka Taguchi ·
1976: John Hencken ·
1980: Duncan Goodhew ·
1984: Steve Lundquist ·
1988: Adrian Moorhouse ·
1992: Nelson Diebel ·
1996: Frédérik Deburghgraeve ·
2000: Domenico Fioravanti ·
2004: Kosuke Kitajima ·
2008: Kosuke Kitajima ·
2012: Cameron van der Burgh ·
2016: Adam Peaty ·
2020: Adam Peaty ·
2024: Nicolò Martinenghi
- Bibsys: 11060580
- International Standard Name Identifier: 0000 0000 7739 2349
- Library of Congress Control Number: n2007040317
- Nationale Bibliotheek van Tsjechië: vse2010558306
- Système universitaire de documentation: 104544767
- Virtual International Authority File: 107484368
- WorldCat: E39PBJfX6rthvC68ywwTRr4H4q